# Un povero ricco
Pour plus de détails, voir Fiche technique et Distribution.
Un povero ricco est une comédie italienne réalisée par Pasquale Festa Campanile et sortie  en 1983.

## Synopsis
L'ingénieur Eugenio Ronconi mène une vie confortable à Milan dans une grande villa où vit également son épouse Romina. Mais Eugenio est obsédé par l'idée de perdre toute sa richesse et de devenir pauvre. Sur les conseils de son psychanalyste, il décide donc de devenir pauvre pendant environ un mois : il annonce au vice-président de sa société, l'avocat Marini, qu'il part au Moyen-Orient. En réalité, il se procure de faux-papiers, se fait appeler Eugenio Ragona, se rase la barbe et se fait embaucher par sa société, S.O.F.R.A.M., comme garçon de courses, afin d'en faire l'expérience.
Dans l'appartement que la société lui réserve, il rencontre Marta, la voisine du palier. Bien qu'elle ne le connaisse pas, elle devient immédiatement son amie, tandis qu'Eugenio a le coup de foudre pour elle. Eugenio est engagé comme nettoyeur. Malgré la modestie de son travail, il conseille à son supérieur de ne pas remettre l'argent à une société japonaise, car celle-ci risque la faillite ; ses prédictions se réalisent et le patron dit à Eugenio qu'il pourrait recevoir une proposition du président de la société (l'ingénieur Ronconi lui-même) : alors Eugenio, pour éviter d'être découvert, pisse devant tout le monde dans une usine pour se faire licencier.
N'ayant plus le droit de rester dans l'appartement de la société, Eugenio est contraint de vivre à la rue. Il y rencontre le chef des clochards de la Piazza Duomo, Stanislao, dit « Fosforo », qui lui apprend ce qu'il y a à savoir pour survivre en faisant la cloche. Entre-temps, par honte, il cache son état à Marta. Il la courtise dans l'espoir qu'elle lui rende la pareille et cesse de se donner aux autres pour joindre les deux bouts. Eugenio perd de plus en plus l'estime de soi, allant jusqu'à voler et tricher pour manger : il vole au supermarché et se fait passer pour un mendiant aveugle et sourd devant une église. Mais lorsqu'il ne peut même pas trouver quelque chose à manger parmi les ordures, à cause des chiens de garde qui l'attaquent, il abandonne et retourne dans son riche manoir.
Une fois de retour, il découvre que sa femme l'a trompé avec l'avocat Marini. Il retourne ensuite auprès de Marta et la séduit ; le lendemain matin, il découvre à quel point sa bien-aimée est endettée. Alors Eugenio, fou d'amour, demande un coup de main à Fosforo et se livre à une dernière escroquerie pour aider Marta et l'emmener loin de la pièce où elle attendait des clients. Il redevient alors l'ingénieur Ronconi et prend une décision radicale : il liquide tous ses biens ; puis il règle ses comptes avec ceux qui l'entouraient et qui avaient profité de lui : il chasse le majordome corrompu de sa villa et avec lui aussi sa propre femme Romina, à qui il ne faisait plus confiance depuis qu'elle le trompait. Eugenio finit par aller vivre avec Marta dans la péniche que Fosforo a rénovée pour la louer, et c'est là qu'il révèle enfin à Marta sa véritable situation économique, sous une pluie de billets de banque. 

## Fiche technique
- Titre original italien : Un povero ricco[1],[2]
- Réalisation : Pasquale Festa Campanile
- Scénario : Renato Pozzetto, Ottavio Jemma (it), Francesco Venturoli
- Photographie : Franco Di Giacomo
- Montage : Amedeo Salfa
- Musique : Stelvio Cipriani, Monica Castello
- Décors : Ezio Altieri (it)
- Costumes : Rosanna Andreoni
- Production : Achille Manzotti (it)
- Société de production : Faso Film
- Pays de production :  Italie
- Langue de tournage : italien
- Format : Couleur
- Durée : 88 minutes
- Genre : Comédie
- Date de sortie :
  - Italie : 1er avril 1983 (Milan)

## Distribution
- Renato Pozzetto : Eugenio Ronconi / Eugenio Ragona
- Ornella Muti : Marta Nannuzzi
- Piero Mazzarella (it) : Stanislao, dit « Fosforo »
- Patrizia Fontana (it) : Romina, la femme d'Eugenio
- Nanni Svampa : Arturo, le majordome d'Eugenio
- Corrado Olmi : Neroni, le chef du personnel
- Antonio Marsina (it) : l'avocat Marini
- Dino Cassio : le barman
- Ugo Gregoretti : le psychologue
- Giulio Massimini : le commissaire
- Bruno Rosa : le directeur de supermarché
- Alfio Patanè : le maçon qui mange des pâtes
- Mila Stanić
- Massimo Buscemi (it) : l'employé de dortoir
- Massimo Mirani (it) : le vendeur de vêtements

## Production
Le réalisateur Pasquale Festa Campanile, en raison du succès du film et de la collaboration avec Pozzetto (c'était leur quatrième et dernier film ensemble, après Personne n'est parfait, Culo e camicia et Marche au pas !), voulait réaliser ensuite Il ragazzo di campagna, un autre film avec Pozzetto, mais la mise en scène, ainsi que le scénario ont été confiés à Castellano et Pipolo.

### Attribution des rôles
Piero Mazzarella (it), le clochard Stanislao, dit « Fosforo », était l'un des plus grands acteurs de théâtre de la scène milanaise ainsi qu'un pionnier, au début des années 1980, de Canale 5, une chaîne de télévision qui diffusait ses pièces.

### Tournage
Le film a été tourné entre Milan et Rome. De la première ville, on peut voir Largo Cairoli, la gare centrale, l'académie des beaux-arts de Brera et la Darsena (it) ; de la seconde, on peut reconnaître l'Institut San Michele à Piazzale Tosti et le marché local du quartier Marconi à Via Damiano Macaluso. Certaines scènes ont été tournées à Gratosoglio (Milan) et à Gaggiano, au sud-ouest de Milan ; la scène finale sur la péniche a été filmée à Gaggiano. Pour la résidence de l'ingénieur Ronconi, la Villa Parisi à Frascati a été choisie.